# Філіпп Отто Рунге
Філіпп Отто Рунге (нім. Philipp Otto Runge, 23 липня 1777, Вольгаст — 2 грудня 1810, Гамбург) — німецький художник і теоретик, один з лідерів романтизму в німецькому образотворчому мистецтві.

## Біографія
Народився у місті Вольгаст 23 липня 1777 року в сім'ї купця-судновласника. У вісімнадцять років приїхав до Гамбурга навчатися торгової справи, але незабаром (в 1797) відчув схильність до живопису і почав брати приватні уроки малювання.
У 1799—1801 роках навчався в Академії мистецтв у Копенгагені у відомого данського живописця Н. А. Абільгора, потім у Дрездені (1801—1803), де познайомився з поетом і мислителем Іоганном Вольфгангом Гете.
Особливий вплив на нього в ці роки надав данець Н. Абільгор з його чіткої класицистичною манерою малюнка. Зазнав також помітний вплив Дж. Флаксмена.
Під впливом Абільгора, який жив в Італії, сформувався інтерес Рунге до античності, класичного живопису. У ранньому творі — картині «Тріумф любові» (1801, Кунстхалле, Гамбург) — композиція з фігурками путті у вигляді рельєфу виконана в монохромній гамі. Сувора классицистична побудова композиції свідчить про вплив академічної традиції, зокрема Абільгора.
В 1800 художник знайомиться з малюнками Дж. Флаксмена до творів Гомера і Есхіла, читає про них статті А. В. Шлегеля в журналі «Атенеум» (1799). Вплив лінійного малюнка англійського художника виявився в створених Рунге ілюстраціях до «Іліаді» і на теми «Пісень Оссіана», популярних серед європейських майстрів предромантичної епохи. Однак Рунге створює свій стиль малюнка пером і пензлем, який будується на тонкій ефемерної лінії, але значну роль у ньому відіграють ефекти світла й тіні. Малюнки Рунге відбили предромантичні настрої в європейському мистецтві кінця 18 ст.
У 1802-03 Р. працював над алегоричній композицією «Пори дня».
Повернувшись в 1803 р. в Гамбург, він займався живописом і одночасно служив у торговельній фірмі свого старшого брата Даніеля. З 1804 жив в основному в Гамбурзі.

## Творчість

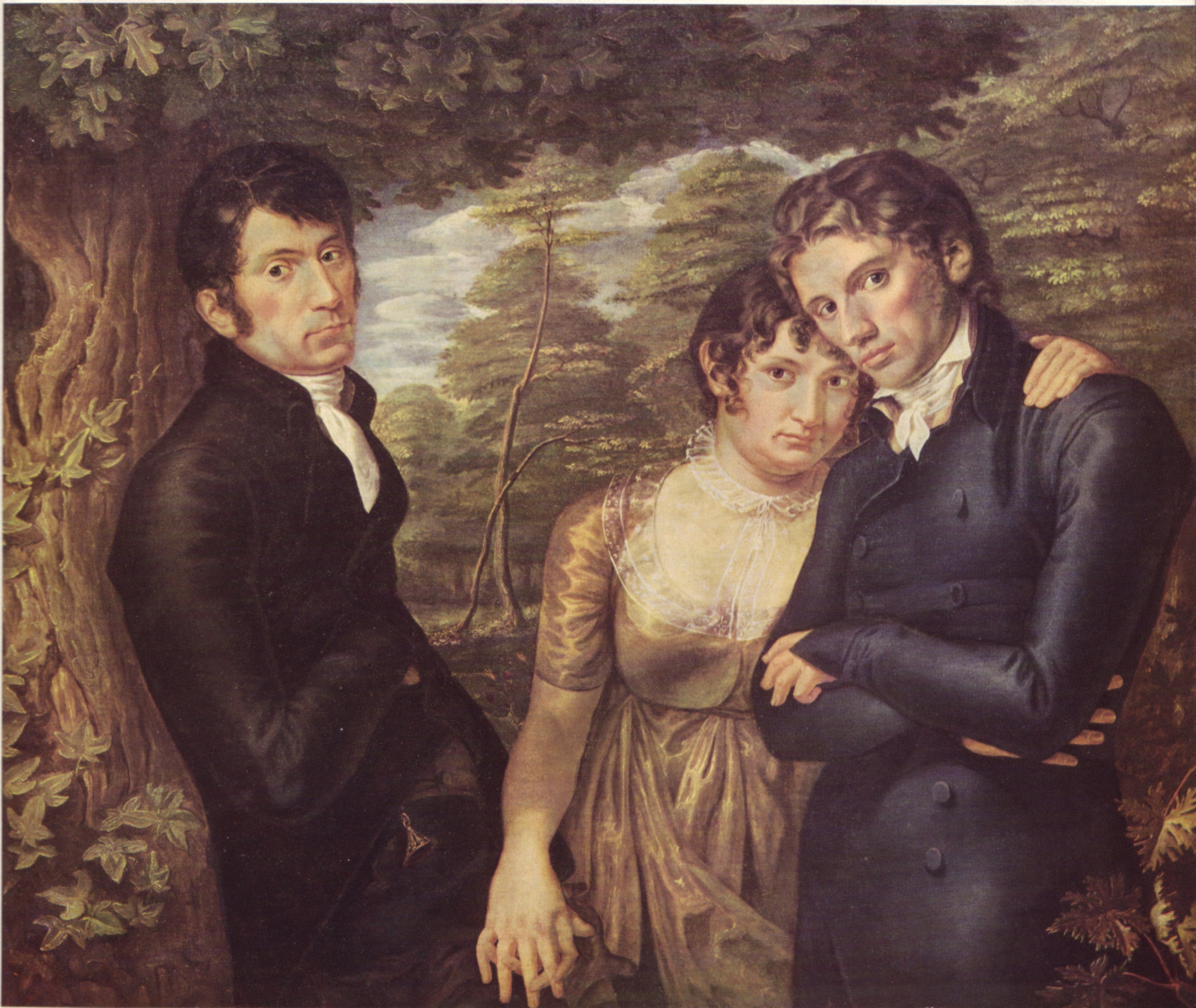
Автопортрет «Ми утрьох», 1805

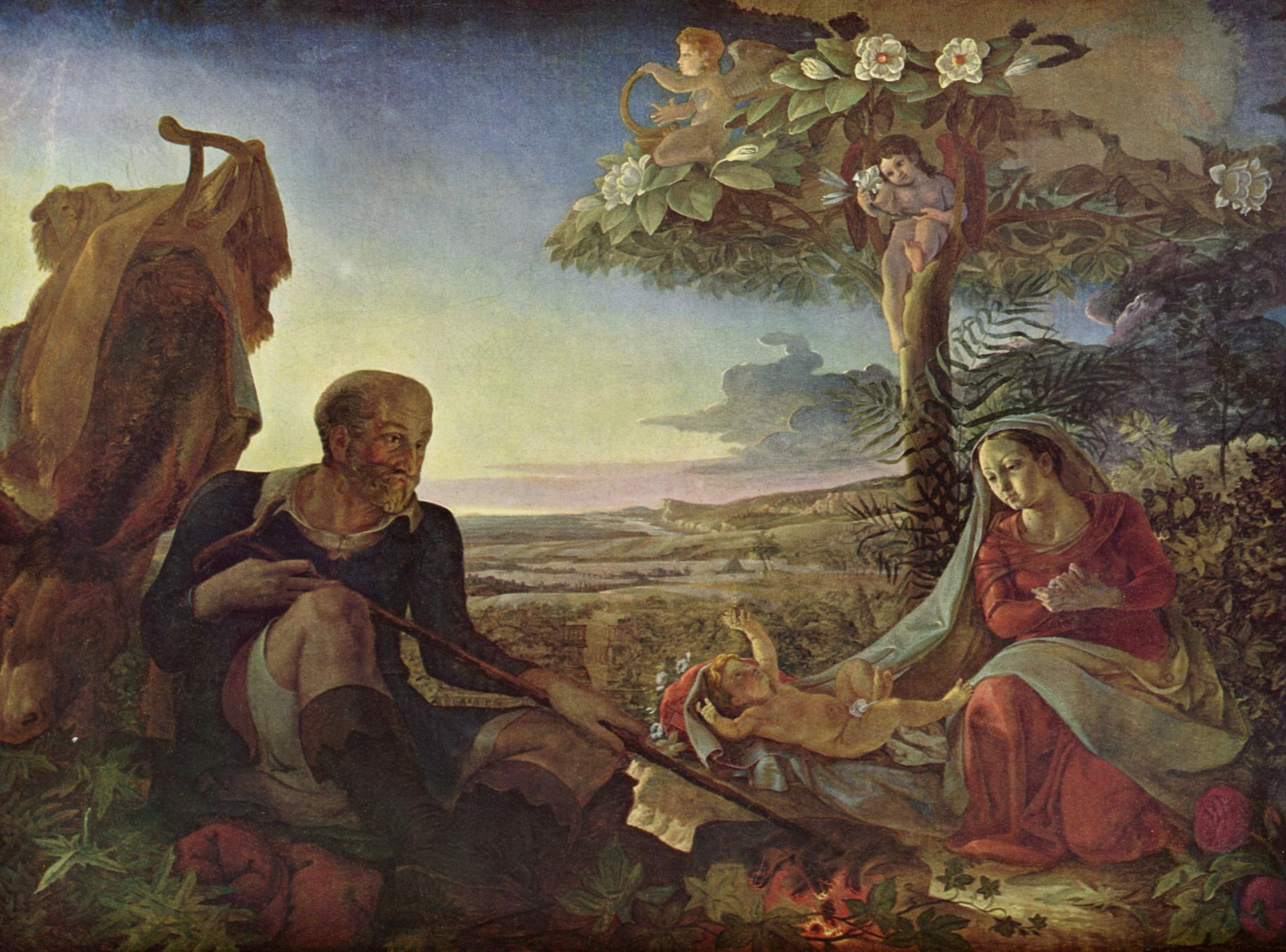
Відпочинок на шляху до Єгипту, 1805—1806

Протягом усього життя художник звертався до портрета, що став улюбленим жанром романтиків.
У полотні «Ми утрьох» (1805, у 1931 р. загинула при пожежі) та двох автопортретах художника (1805, 1806, всі — Кунстхалле, Гамбург) яскраво виражена концепція європейського романтичного портрета. Рунге зображує себе в моменти різних душевних рухів — схвильованості, меланхолії, зануреним у роздумах. Автопортретом є і полотно «Ми утрьох», де художник зобразив себе з братом Даніелем та його дружиною Поліною. Відчуття меланхолійної гармонії загального настрою портретованих посилює гірський пейзаж, на фоні якого зображені фігури. Цей портрет, як і часто зустрічаються у романтиків парні портрети, символізує братську дружбу, духовну близькість, але акцентує і внутрішні духовні відмінності, індивідуальність натур. Рунге часто звертається і до форми парного портрета («Мої батьки», 1806, Кунстхалле, Гамбург), що дозволяє передати світ людських почуттів у зіставленні характерів, настроїв. Портрети з зображенням дітей («Діти Хюльзенбек», 1805—1806; «Портрет сина», 1805, обидва — Кунстхалле, Гамбург) щирою безпосередністю у відтворенні натури передбачають роботи майстрів раннього реалізму — бидермейера.
У руслі романтичних устремлінь епохи і звернення художника до національної традиції, темами з національної історії. Для німецьких церков він створює полотна «Відпочинок на шляху до Єгипту» (1805—1806) та «Христос, що крокує по водах» (1806—1807; обидва — Кунстхалле, Гамбург). В плавному абрисі фігур, відтворенні деталей яскравого пейзажного фону з фантастичними рослинами, глибокої духовної зосередженості персонажів відчувається вплив майстрів Північного Відродження, вивчення творів Дюрера.
Сумою містичних настроїв майстра, з одного боку, навіяних вченням Я. Беме, а з іншого — пов'язаних з пошуками естетичного абсолюту, властивими романтизму в цілому, покликаний був стати цикл із чотирьох розділів «Пори дня», що символізує злиття людини з природою, — його передбачалося демонструвати у вигляді настінних панно під музику та читання віршів, при спеціальному освітленні. Підготовчі малюнки до циклу, з їх орнаментально-ритмічної емблематикою, а також феєрично-казковий за колоритом Ранок (єдиний мальовничий ескіз, здійснений в 1808—1809) належать до числа самобутніх передбачень символізму й модерну.

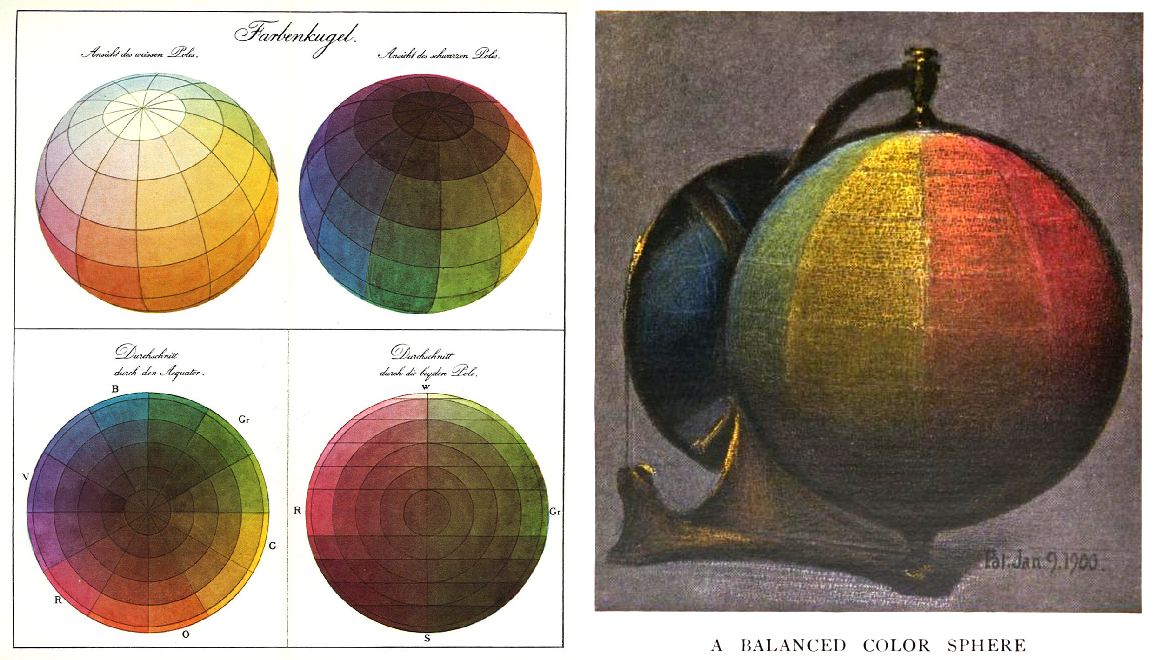
Кольорова сфера Рунге

Вважаючи оптику кольорів ключем до мистецтва майбутнього, Рунге листувався про це з Гете. Виділивши три основні кольори (жовтий, червоний, синій) і три похідні (помаранчевий, фіолетовий і зелений), він узагальнив свої роздуми та експерименти в книзі «Куля кольорів, або конструкція зв'язків між усіма взаємними змішання фарб і їх повного спорідненості» (нім. Farbenkugel oder Construction des Verhältnisses aller Mischungen der Farben zu einander und ihrer vollstandigen Affinität, 1810), яка стала визначним етапом у розвитку постньютоновскої оптики. Книга вийшла в 1810 р., в рік смерті Рунге.

## Спадщина
Помер Рунге в Гамбурзі 2 грудня 1810. Із життя пішов молодим, залишившись вірним протестантським принципам.
У 1840—1841 було видано два томи його творів (поряд з кулею квітів — дві казки, вигадані Рунге на «платтдойч», нижньонімецький діалекті, і включені в Казки братів Грімм: Про рибака і його дружині і Ялівець, обидві 1806, укупі з епістолярним спадщиною).